# 1987 (What the Fuck Is Going On?)
1987 (What the Fuck Is Going On?) é o álbum debut de The Justified Ancients of Mu Mu.

## Faixas
Lado um
1. "Hey Hey We Are Not The Monkees (100 BPM)"[3] – 6:00
2. "Mind the Gap" [sample não mencionado de barulhos numa estação do metrô de Londres] – 1:02
3. "Don't Take Five (Take What You Want) (89 BPM)" – 3:59
4. "Rockman Rock Parts 2 and 3 (105 BPM)" – 6:29
5. "Why Did You Throw Away Your Giro?" [sample não mencionado de duas pessoas fazendo referência a uma canção do álbum] – 0:20

Lado dois
1. "Mẹ Ru Con (0 BPM)" – 2:23
2. "The Queen and I (99 BPM)" – 4:43
3. "Top of the Pops" [samples não mencionados de programas de televisão] – 2:51
4. "All You Need Is Love (106 BPM)" – 4:55
5. "Next (100 BPM)" – 7:15